# Фунес Мори, Рамиро
Рами́ро Хосе́ Фу́нес Мо́ри (исп. Ramiro José Funes Mori; род. 5 марта 1991[…], Мендоса) — аргентинский футболист, центральный защитник клуба «Эстудиантес». Выступал за национальную сборную Аргентины.
У Рамиро есть брат-близнец Рохелио, который также является профессиональным футболистом.

## Клубная карьера
В 2001 году Рамиро вместе с семьёй переехал в США, где занимался в детской команде клуба «Даллас», вместе с братом.
Рамиро Фунес воспитанник футбольной академии «Ривер Плейта». В 2010 году был включён тренером команды, в заявку на участие в чемпионате Аргентины. 5 февраля 2012 года в матче против «Альмиранте Браун», Мори дебютировал в аргентинской Примере. 27 февраля в поединке против «Десампарадос», Рамиро Фунес забил свой первый гол за «Ривер». В 2015 году Мори стал обладателем Кубка Либертадорес, в финале против мексиканского УАНЛ Тигрес он забил гол.
1 сентября 2015 года Рамиро перешёл в английский «Эвертон». Сумма трансфера составила 9,5 млн фунтов. 12 сентября футболист дебютировал английской Премьер-лиге, выйдя на замену Шеймусу Коулману в победном матче против «Челси».
21 июня 2018-го Фунес Мори перешел в испанский «Вильярреал», подписав с испанским клубом 4-летний контракт. 18 августа в матче против «Реал Сосьедад» он дебютировал в Ла Лиге. 26 сентября в поединке против «Атлетик Бильбао» Рамиро забил свой первый гол за «Вильярреал». В 2021 году он помог клубу выиграть Лигу Европы. Летом того же года Фунес Мори перешёл в саудовский «Ан-Наср». 13 августа в матче против «Дамака» он дебютировал в чемпионате Саудовской Аравии.
Летом 2022 года Фунес Мори перешёл в мексиканский «Крус Асуль». 15 августа в матче против «Толука» он дебютировал в мексиканской Примере. В этом же поединке Рамиро забил свой первый гол за «Крус Асуль».

## Карьера в сборной
28 марта 2015 года в товарищеском матче против сборной Сальвадора Мори дебютировал за сборную Аргентины.
Летом 2016 года Рамиро стал серебряным призёром Кубка Америки в США. На турнире он сыграл в матчах против команд Панамы, Боливии, США, Венесуэлы и дважды Чили.
6 октября 2016 года в отборочном матче чемпионата мира 2018 против сборной Перу Рамиро забил свой первый гол за национальную команду.
Летом 2019 года Фунес Мори принял участие в Кубке Америки 2019 в Бразилии. На турнире он сыграл против сборной Чили.

## Достижения
«Ривер Плейт»
- Чемпион Аргентины: 2014 (Финаль)
- Чемпион Второго дивизиона Аргентины: 2011/12
- Обладатель Южноамериканского кубка: 2014
- Обладатель Рекопы Южной Америки: 2015
- Обладатель Кубка Либертадрес: 2015
- Обладатель Кубка банка Суруга: 2015

«Вильярреал»
- Победитель Лиги Европы УЕФА: 2020/21

Аргентина
- Серебряный призёр Кубка Америки: 2016

## Статистика выступлений

### Клубная
| Выступление      | Выступление      | Выступление      | Лига | Лига | Кубки | Кубки | Междунар. | Междунар. | Прочие | Прочие | Итого | Итого |
| Клуб             | Лига             | Сезон            | Игры | Голы | Игры  | Голы  | Игры      | Голы      | Игры   | Голы   | Игры  | Голы  |
| ---------------- | ---------------- | ---------------- | ---- | ---- | ----- | ----- | --------- | --------- | ------ | ------ | ----- | ----- |
| Ривер Плейт      | Примера B        | 2011/12          | 19   | 2    | 2     | 0     | 0         | 0         | 0      | 0      | 21    | 2     |
| Ривер Плейт      | Примера          | 2012/13          | 10   | 0    | 0     | 0     | 0         | 0         | 0      | 0      | 10    | 0     |
| Ривер Плейт      | Примера          | 2013/14          | 19   | 1    | 1     | 0     | 1         | 0         | 0      | 0      | 21    | 1     |
| Ривер Плейт      | Примера          | 2014             | 17   | 2    | 2     | 0     | 10        | 1         | 0      | 0      | 29    | 3     |
| Ривер Плейт      | Примера          | 2015             | 11   | 2    | 2     | 1     | 15        | 1         | 0      | 0      | 28    | 4     |
| Ривер Плейт      | Итого            | Итого            | 76   | 7    | 7     | 1     | 26        | 2         | 0      | 0      | 109   | 10    |
| Эвертон          | Премьер-лига     | 2015/16          | 28   | 4    | 9     | 1     | 0         | 0         | 0      | 0      | 37    | 5     |
| Эвертон          | Премьер-лига     | 2016/17          | 23   | 0    | 3     | 0     | 0         | 0         | 0      | 0      | 26    | 0     |
| Эвертон          | Премьер-лига     | 2017/18          | 4    | 0    | 0     | 0     | 0         | 0         | 0      | 0      | 4     | 0     |
| Эвертон          | Итого            | Итого            | 55   | 4    | 12    | 1     | 0         | 0         | 0      | 0      | 67    | 5     |
| Вильярреал       | Ла Лига          | 2018/19          | 31   | 2    | 1     | 0     | 10        | 0         | 0      | 0      | 42    | 2     |
| Вильярреал       | Итого            | Итого            | 31   | 2    | 1     | 0     | 10        | 0         | 0      | 0      | 42    | 2     |
| Всего за карьеру | Всего за карьеру | Всего за карьеру | 162  | 13   | 20    | 2     | 36        | 2         | 0      | 0      | 218   | 17    |

### Голы за сборную Аргентины
| #   | Дата           | Место                            | Противник | Счёт | Результат | Соревнование                     |
| --- | -------------- | -------------------------------- | --------- | ---- | --------- | -------------------------------- |
| 01. | 6 октября 2016 | Национальный стадион, Лима, Перу | Перу      | 0:1  | 2:2       | Чемпионат мира 2018 квалификация |
| 02. | 17 ноября 2018 | Марио Кемпес, Кордова, Аргентина | Мексика   | 1:0  | 2:0       | Товарищеский матч                |